# Busa Tamás
Busa Tamás (Csongrád, 1955. május 14. – Budapest, 2021. április 3.) magyar operaénekes (bariton).

## Élete
Szülővárosában kezdte zenei tanulmányait, oboázni és zongorázni tanult, 1969-től orgonálni is. 1973-ban érettségizett a szegedi Tömörkény István Gimnázium zeneművészeti szakközépiskolájának oboa szakán. Ezt követően Budapesten kántorképzőt végzett, éveken keresztül különböző településeken volt egyházi szolgálatban.
1987-től a Zeneakadémia szegedi tagozatán volt Sinkó György énekesnövendéke. Gregor József igazgatósága idején, 1990-ben debütált a Szegedi Nemzeti Színházban Ruggero Leoncavallo: Bajazzók Silviójaként, s a társulat tagja maradt hosszú időre. 1992-ben beugróként, 1997-től állandó vendégként lépett fel közel 700 alkalommal a Magyar Állami Operaházban, s mint Ford debütált Giuseppe Verdi Falstaffjában.
Utoljára 2021. január 31-én lépett fel a Kolozsvári Állami Magyar Opera Luisa Miller előadásában Millerként. Egy hónapnyi betegeskedés után április 3-án hunyt el Covid19-fertőzés következtében.

## Főbb szerepei
- Benjamin Britten: Peter Grimes – Balstrode
- Carl Maria von Weber: A bűvös vadász – Ottokár
- Domenico Cimarosa: A titkos házasság – Robinson gróf
- Erkel Ferenc: Bánk bán – Tiborc, Petúr
- Gaetano Donizetti: Bolondok háza – Blinval
- Giacomo Meyerbeer: A hugenották – Saint Bris gróf
- Gioachino Rossini: A sevillai borbély – Figaro
- Heinrich Marschner: A vámpír – Sir John Berkley
- Ifj. Johann Strauss: A cigánybáró – Carnero gróf
- Jules Massenet: Werther – Tiszttartó
- Kodály Zoltán: Háry János – Háry János, Marci bácsi
- Kodály Zoltán: Székely fonó – Kérő
- Kurt Weill: Mahagonny város tündöklése és bukása  – Spórolós
- Mozart: A színigazgató – Buff
- Mozart: A varázsfuvola – Papageno
- Mozart: Così fan tutte – Guglielmo, Don Alfonso
- Mozart: Don Giovanni – Don Giovanni
- Mozart: Figaro házassága – Figaro
- Mozart: Hat Noktürn – Basszus
- Petrovics Emil: C'est la guerre – Férj
- Pjotr Iljics Csajkovszkij: Pikk dáma – Tomszkij gróf
- Ferruccio Busoni: Doktor Faust – Pármai herceg
- Giacomo Puccini: Bohémélet – Marcello
- Giacomo Puccini: Gianni Schicchi – Marco
- Giacomo Puccini: Pillangókisasszony – Sharpless
- Giacomo Puccini: Tosca – Sciarrone
- Giacomo Puccini: Turandot – Ping, Mandarin
- Ruggero Leoncavallo: Bajazzók – Tonio
- Giuseppe Verdi: Don Carlos – Posa márki
- Giuseppe Verdi: Falstaff – Ford
- Giuseppe Verdi: Luisa Miller – Miller
- Umberto Giordano: André Chénier – Gerard, Mathieu
- Charles Gounod: Rómeó és Júlia – Mercutio, Escalas hercege
- Richard Strauss: Ariadné Naxos szigetén – Zenetanár
- Richard Wagner: Tannhäuser – Wolfram von Eschenbach
- Ifj. Johann Strauss: A denevér – Falke
- Örkény István – Tóth Péter: Tóték – Tomaji plébános

## Díjai, elismerései
- Dömötör-díj
- Vaszy Viktor-díj (1993)
- Melis György-emlékplakett (2014)